# Prontoepostato
prontoepostato è un programma televisivo culinario, trasmesso su Real Time dal 20 marzo 2017 ideato e condotto da Benedetta Parodi.

## Programma
Il programma si basa sulle richieste che vengono inviate sul cellulare a Benedetta, chiedendole come si prepara un piatto, e lei lo prepara in 10 minuti.